# 昇子内親王
昇子内親王（しょうし（のぼるこ）ないしんのう、建久6年8月13日（1195年9月18日） - 建暦元年11月8日（1211年12月14日））は、鎌倉時代の皇族。東宮守成親王（順徳天皇）の准母皇后、女院。院号は春華門院（しゅんかもんいん）。後鳥羽天皇の第一皇女。中宮九条任子（宜秋門院、摂政関白九条兼実女）の唯一の所生。

## 生涯
建久6年（1195年）10月16日、内親王宣下。まもなく八条院の猶子となり、八条院のもとで育てられた。建久7年（1196年）正月、病床にあった八条院は、膨大な八条院領のほとんどを昇子内親王に譲るという内容の譲状を作成しているが、その後八条院は病気から回復している。同年4月、一品准三后。承元2年（1208年）8月8日、異母弟の東宮守成親王（のちの順徳天皇）の准母として皇后宮に冊立される。承元3年（1209年）4月25日院号宣下、春華門院となる。建暦元年（1211年）6月26日、八条院が薨去しその所領の大部分を相続したが、昇子内親王も同年11月8日に17歳で崩御した。八条院領はその後順徳天皇に相続された。